# Wilber M. Brucker

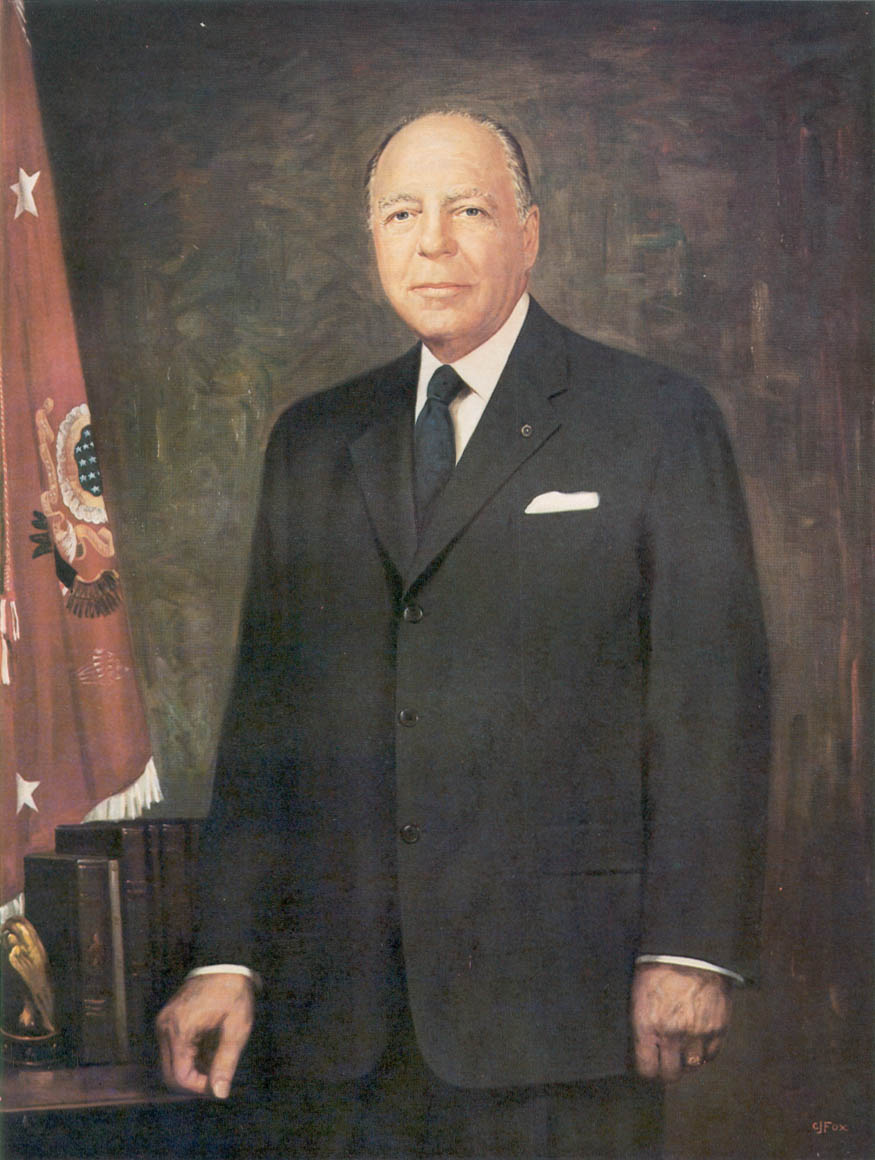
Wilber M. Brucker

Wilber Marion Brucker (* 23. Juni 1894 in Saginaw, Michigan; † 28. Oktober 1968 in Detroit, Michigan) war ein US-amerikanischer Politiker der Republikanischen Partei. Von 1931 bis 1933 war er Gouverneur von Michigan sowie Heeresstaatssekretär der Vereinigten Staaten zwischen 1955 und 1961.

## Erster Lebensabschnitt
Wilber Brucker war der Sohn des US-Abgeordneten Ferdinand Brucker. Er promovierte 1916 an der University of Michigan und trat in die Nationalgarde von Michigan (Michigan National Guard) ein. Brucker diente im 33. Infanterieregiment an der mexikanischen Grenze zwischen 1916 und 1917. Er besuchte das First Officers’ Training Camp in Fort Sheridan, Illinois, wo er zum Leutnant (Second Lieutenant) der Infanterie befördert wurde.
Zwischen 1917 und 1918 diente er im Ersten Weltkrieg in Frankreich in der 166. Infanterie, 42. Division, in den Schlachten von Château-Thierry, St. Mihiel und Meuse-Argonne.

## Politik
Nach dem Krieg war Brucker stellvertretender Staatsanwalt von Saginaw County. Diese Tätigkeit übte er zwischen 1919 und 1923 aus. Danach wurde er zum Staatsanwalt befördert und hatte dieses Amt zwischen 1923 und 1927 inne. Er heiratete Clara Hantel 1923. Danach wurde er stellvertretender Attorney General von Michigan zwischen 1927 und 1928 sowie Attorney General zwischen 1928 und 1930.
1930 wurde er zum 32. Gouverneur von Michigan gewählt. Er war nur eine einzige Amtszeit tätig, bis ihn der Demokrat William Comstock 1932 besiegte. Während seiner zweijährigen Amtszeit wuchs der Polizeiapparat in Michigan an. Des Weiteren wurde eine neue Niederlassung der Bundespolizei in Lansing bewilligt. Auch wurde ein Gesetz verabschiedet, das den Geschworenen (Grand Jury) erlaubte, den städtischen Betrug zu untersuchen. 1936 besiegte Brucker den amtierenden US-Senator James J. Couzens bei den republikanischen Vorwahlen. Jedoch verlor er gegen den Demokraten Prentiss M. Brown bei den Parlamentswahlen. Zwischen 1922 und 1937 war er Captain im US Army Officer Reserve Corps.
Er war auch ein Mitglied der Anwaltskanzlei Clar, Klein, Brucker and Waples zwischen 1937 und 1954. Des Weiteren war er als Rechtsberater (General Counsel) des Verteidigungsministeriums zwischen 1954 und 1955 während der Army-McCarthy-Anhörungen tätig. 1955 wurde Brucker durch Präsident Dwight D. Eisenhower zum Heeresstaatssekretär (Secretary of the Army) ernannt. Seine Amtszeit belief sich vom 21. Juli 1955 bis zum 19. Januar 1961. Brucker führte die Armee während einer Periode wesentlicher technologischer Fortschritte, insbesondere im satellitengestützten Raketenbereich und zu einer Zeit, als die Armee auf die nationalen Verteidigungsanlagen setzte, die durch eine Philosophie der massiven Vergeltung überschattet wurde. Unter seiner Armeeführung errichtete er ein Fünfelement (fünfeck)-Organisationskonzept für die Division, insbesondere ein Strategic Army Corps für Ernstfallschläge und den ersten vom Stapel laufenden Satelliten Explorer I.

## Letzte Jahre
Nach seiner Dienstzeit als Heeresstaatssekretär kehrte er zu seiner Tätigkeit als Anwalt bei der Anwaltskanzlei Brucker and Brucker zurück. Dort war er zwischen 1961 und 1968 tätig sowie ein Mitglied des Aufsichtsrats der Freedoms Foundation.
Brucker verstarb am 28. Oktober 1968, nachdem er einen Herzinfarkt erlitten hatte, in der Notaufnahme des Harper Hospital in Detroit. Er wurde auf dem Nationalfriedhof Arlington beigesetzt.